# Shawne Merriman

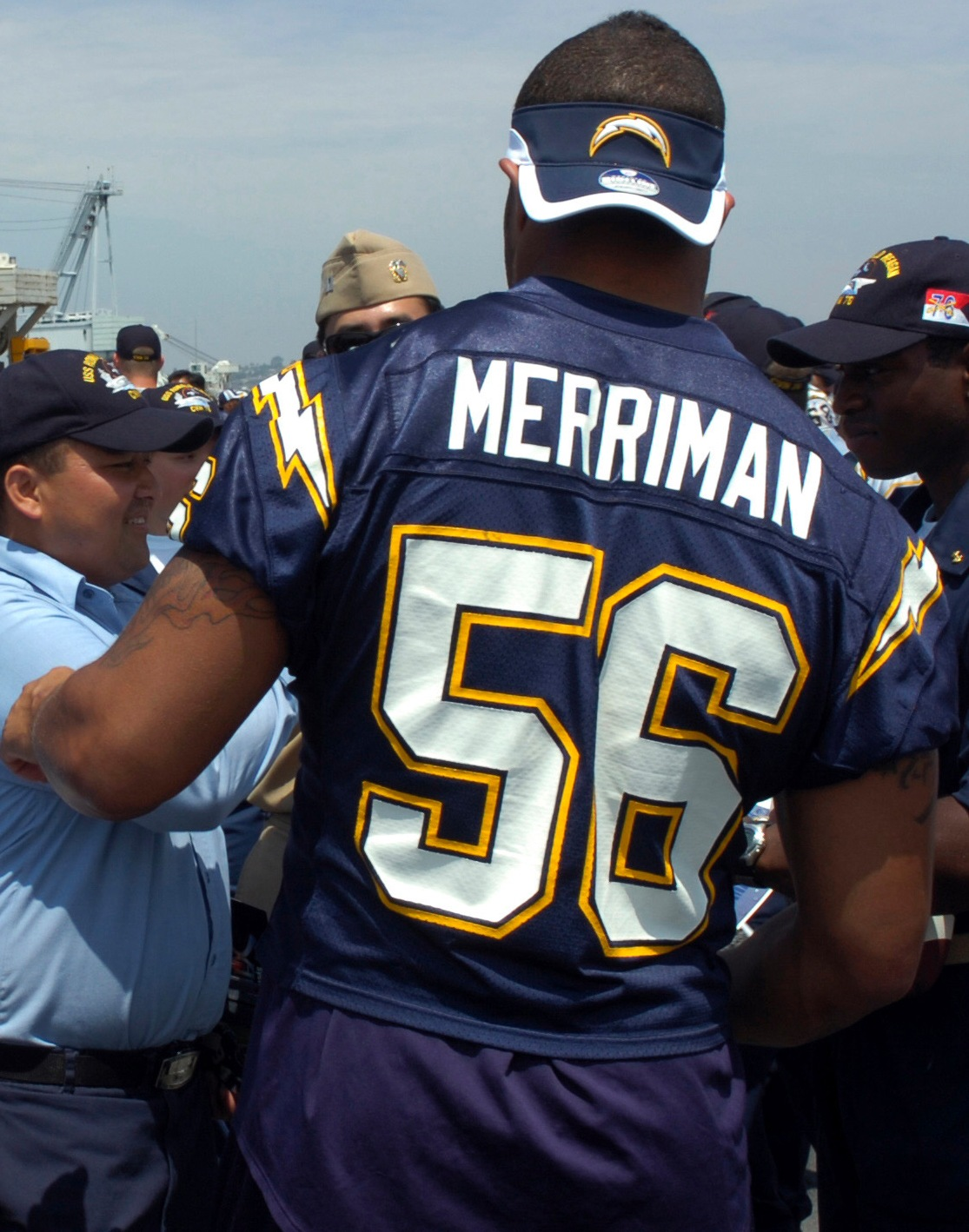
Shawne Merriman 2006.

Shawne "Lights Out" Merriman, född 25 maj 1984 i Washington, D.C., är en amerikansk fotbollsspelare som spelar outside linebacker för San Diego Chargers i NFL. Han rekryterades år 2005 och har tagit ligan med storm. Han är en mycket explosiv spelare, sitt smeknamn "Lights Out" fick han när han under en High School-match slog ut fyra spelare.
År 2006 blev han avstängd i fyra matcher för att ha testat positivt för steroider.
Han spelar nu i Buffalo bills och har gjort sedan han blev petad från chargers 2010